# Srebrna Góra, tỉnh Dolnośląskie
Srebrna Góra [ˈsrɛbrna ˈɡura] (tiếng Đức: Silberberg) là một ngôi làng thuọc quận hành chính của Gmina Stoszowice, nằm trong Ząbkowice Śląskie County, Lower Silesian Voivodeship ở Tây Nam Ba Lan. Trước năm 1945, nơi đây thuộc sở hữu của Đức.
Nó nằm trên sườn phía bắc của dãy núi Cú mèo, cách Stoszowice khoảng 6 kilômét (4 mi) về phía tây nam, cáchZąbkowice ląskie 11 kilômét (7 mi) về phía tây và cách thủ phủ khu vực Wrocław 67 kilômét (42 mi) về phía tây nam. Ngôi làng có dân số xấp xỉ 1.500 người

## Lịch sử
Các mỏ bạc trong khu vực đã được đề cập trong một văn bản phát hành năm 1331 bởi bá tước Silesia Bolko II Ziebice trong năm 1331, một chư hầu Bohemia từ năm 1336, định cư vào năm 1417. Nằm gần biên giới của Lãnh địa Ziębice (Münsterberg) với Huyện Kladsko trên đường đèo núi đến Nowa Ruda, Silberberg thường bị các cuộc đối đầu quân sự tấn công, lúc đầu là Chiến tranh Hussite, sau đó là Chiến tranh Ba mươi năm, khiến khu vực bị tàn phá.
Năm 1536 Silberberg nhận đặc quyền thành phố và đặc quyền khai thác mỏ, và sau khi Lãnh địa Ziebice như một lãnh địa đã giảm đến đỉnh Bohemia, khu vực này đã được mua bởi quý tộc người Bohemia (Séc) William Rosenberg năm 1581. (William đã mua thị trấn vì lý do uy tín, vì đặc quyền được đúc tiền riêng của khu vực này đã gắn liền với thị trấn và các mỏ bạc địa phương), Nó được chuyển cho Công tước Joachim Frederick của Brieg vào năm 1599 và cuối cùng rơi trở lại vào tay người Bohemia sau cái chết của công tước Piast cuối cùng George William của Legnica năm 1675.
Nằm phần lớn trong khu vực Silesia, nó đã bị vua Frederick II của Phổ sáp nhập sau Chiến tranh Silesian đầu tiên vào năm 1742.

## Pháo đài Srebrna Góra

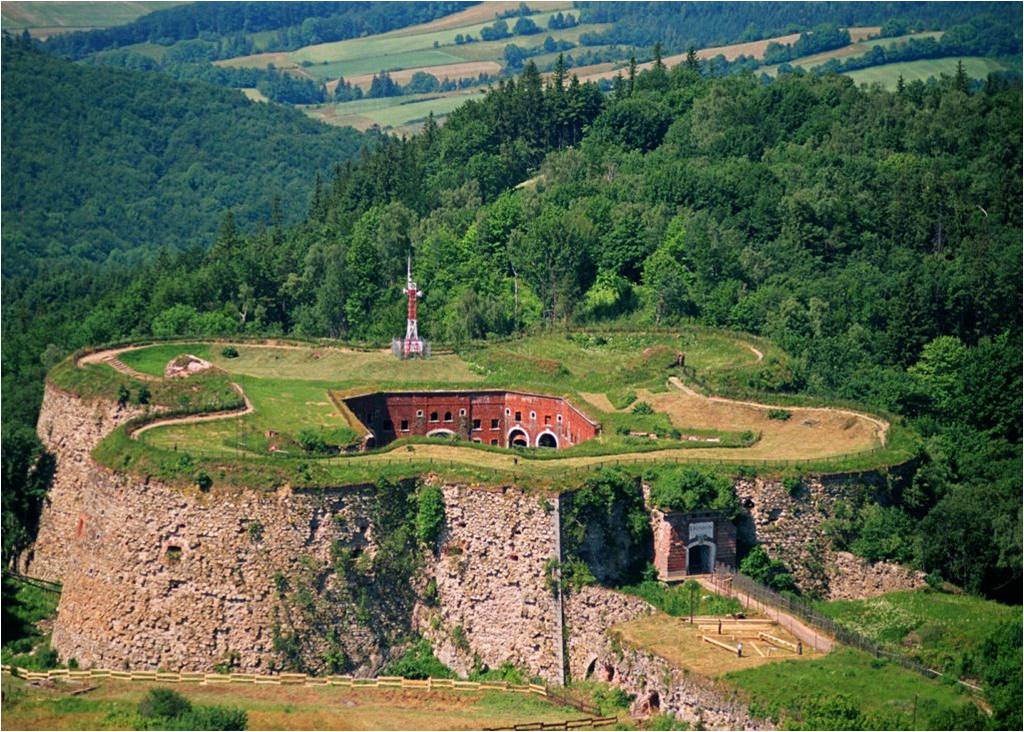
Ảnh chụp từ trên cao của Pháo đài Silberberg

Frederick II có một pháo đài biên giới của Quân đội Phổ được xây dựng tại Silberberg, hoàn thành vào năm 1778, sau Chiến tranh Napoléon phục vụ như một nhà tù trong thời kỳ Vormärz trước cách mạng. Trong số các tù nhân bao gồm tác giả Fritz Reuter, bị bắt ở đây từ năm 1834 cho đến năm 1837, cũng như biên tập viên Wilhelm Wolff.
Pháo đài là một trong những Di tích Lịch sử quốc gia chính thức của Ba Lan (Pomnik historii), được chỉ định vào ngày 1 tháng 5 năm 2004. Danh sách của nó được quản lí và duy trì bởi Ủy ban Di sản Quốc gia Ba Lan.